# Грязевая сопка Вернадского
Грязевая сопка Вернадского (укр. Грязьова сопка Вернадського, крымскотат. Vernadskiy çamur yanardağı, Вернадский чамур янардагъы) — геологический памятник природы, расположенный на территории Ленинского района (Крым).

## История
Статус памятника природы присвоен Решением исполнительного комитета Крымского областного Совета народных депутатов от 22.09.1969 № 634.
Является государственным памятником природы регионального значения, согласно Распоряжению Совета министров Республики Крым от 05.02.2015 № 69-р «Об утверждении Перечня особо охраняемых природных территорий регионального значения Республики Крым».

## Описание
Статус памятника природы присвоен с целью сохранения, возобновления и рационального использования типичных и уникальных природных комплексов. На территории памятника природы запрещается или ограничивается любая деятельность, если она противоречит целям его создания или причиняет вред природным комплексам и их компонентам.
Памятник природы расположен на востоке Булганакского поля грязевых вулканов, что на северо-востоке Керченского полуострова — на территории Войковского сельского поселения за границами населённых пунктов — в 4 км севернее села Бондаренково.
Ближайший населённый пункт — село Бондаренково, город — Керчь.

## Природа
Объект охраны — одноимённая грязевая сопка.
Представляет собой овальной формы озеро размером 2×3,5 м, заполненное жидкой глиной. На её поверхности периодически появляются большие пузыри газа.